# Jastrząb czarno-biały
Jastrząb czarno-biały (Astur melanoleucus) – gatunek afrykańskiego ptaka z rodziny jastrzębiowatych (Accipitridae). Występuje na południe od Sahary, we wszystkich rodzajach lasów, szczególnie w tych wysokich, od nizin tropikalnych po wysokie góry. Nie jest zagrożony.

## Systematyka
Gatunek ten po raz pierwszy zgodnie z zasadami nazewnictwa binominalnego opisał w 1830 roku Andrew Smith, nadając mu nazwę Accipiter melanoleueus. Nazwa ta zawierała literówkę i po poprawieniu na Accipiter melanoleucus obowiązuje do tej pory. Jako miejsce typowe autor wskazał tereny obecnej RPA.
Wyróżniono dwa podgatunki Accipiter melanoleucus:
- A. m. melanoleucus A. Smith, 1830
- A. m. temminckii (Hartlaub, 1855)

## Morfologia
Jastrząb czarno-biały osiąga długość ciała 40–58 cm; samce ważą 430–490 g, a samice 650–980 g; rozpiętość skrzydeł 77–105 cm. Istnieją dwie odmiany barwne – czarna i biała, ta druga charakteryzuje się białym upierzeniem spodniej części ciała od podbródka do podbrzusza.

## Zasięg występowania
Poszczególne podgatunki występują:
- A. m. melanoleucus – we wschodnim Sudanie, Etiopii, Gabonie, Demokratycznej Republice Konga, Ugandzie, Kenii i na południe aż do Południowej Afryki i Angoli,
- A. m. temminckii – od Republiki Środkowoafrykańskiej i Konga, na zachód aż do Senegalu.

## Ekologia i zachowanie
Jest to ptak monogamiczny i terytorialny. Gniazdo budują oba ptaki z pary około 50–145 dni przed złożeniem jaj. Umiejscowione jest wysoko na drzewie, zwykle w rozwidleniu gałęzi; stanowi je platforma zbudowana z gałązek i patyków, której wnętrze wyłożone jest zielonymi liśćmi. W przeciwieństwie do wielu innych gatunków jastrzębi ptaki te często wykorzystują to samo gniazdo w kolejnych sezonach lęgowych, dodając budulca tak, że stopniowo się rozrasta. Niekiedy wykorzystują też gniazda zbudowane przez inne gatunki ptaków drapieżnych. Samica składa 1–4 jaja i to głównie ona je wysiaduje, podczas gdy samiec regularnie ją dokarmia.
Żywi się głównie ptakami o masie 80–300 g, aż do wielkości perliczki, ale przede wszystkim gołębiami. W Południowej Afryce pod gniazdami jastrzębia czarno-białego znaleziono m.in. takie ofiary, jak: kaniuk zwyczajny, krogulec rudobrzuchy, krogulec trzypręgowy i sowa.

## Status
W Czerwonej księdze gatunków zagrożonych IUCN jastrząb czarno-biały jest klasyfikowany jako gatunek najmniejszej troski (LC – Least Concern). Trend liczebności populacji oceniany jest jako spadkowy ze względu na utratę siedlisk i nadmierne użycie pestycydów. W jego bazie ofiar znajdują się kurczaki i gołębie, co doprowadza do konfliktu z ludźmi. Jest regularnie prześladowany, zarówno na obszarach wiejskich, jak i w miastach.

## Galeria

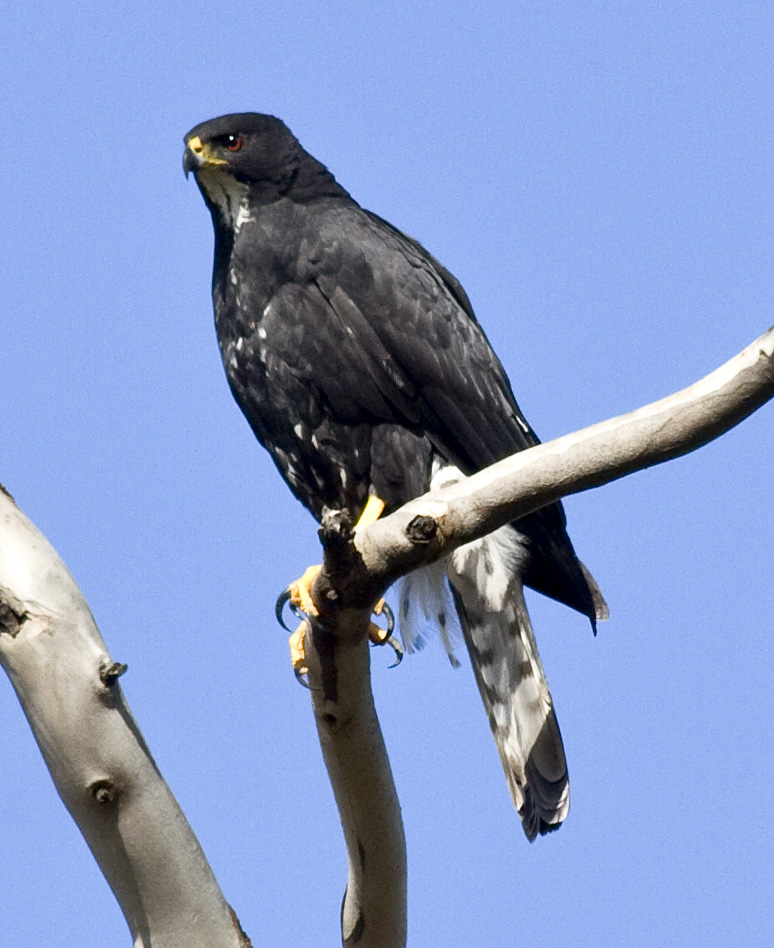
Dorosła samica z Afryki Południowej
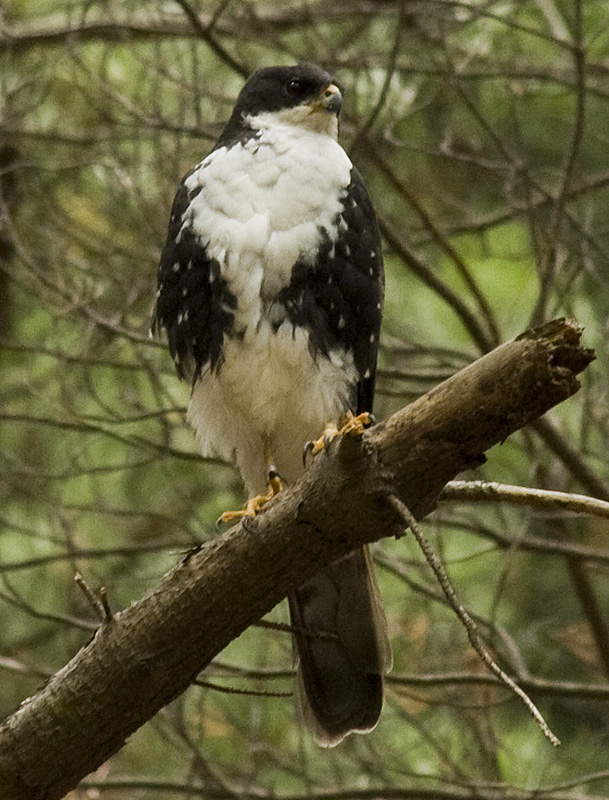
Dorosła samica z białym upierzeniem
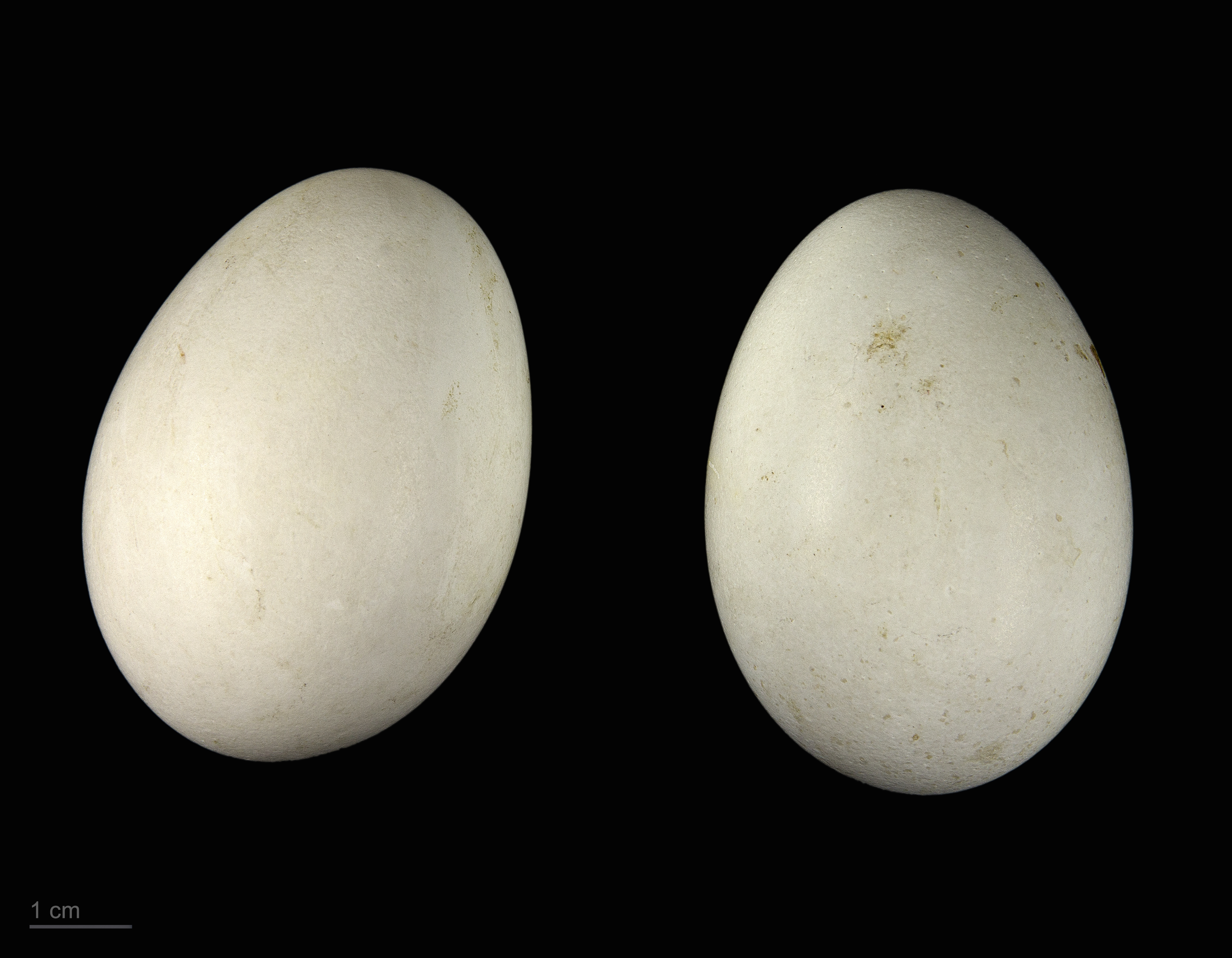
Jaja z kolekcji muzealnej